# Boy Erased
Boy Erased is een Amerikaanse dramafilm uit 2018 die geschreven en geregisseerd werd door Joel Edgerton en gebaseerd is op Garrard Conley's gelijknamige memoires. De hoofdrollen worden vertolkt door Lucas Hedges, Nicole Kidman, Russell Crowe en Edgerton. 

## Verhaal
Jared Eamons is de zoon van een baptische pastoor uit een klein Amerikaans dorp. Op negentienjarige leeftijd komen zijn ouders te weten dat hij homoseksueel is. Onder druk en uit angst om uit de gratie te raken van zijn familie, vrienden en geloofsgemeenschap neemt hij deel aan een bekeringstherapie voor homo's. Tijdens de therapie komt het echter tot een conflict met hoofdtherapeut Victor Sykes.

## Rolverdeling
| Acteur                 | Personage                    |
| ---------------------- | ---------------------------- |
| Lucas Hedges           | Jared Eamons                 |
| Nicole Kidman          | Nancy Eamons                 |
| Russell Crowe          | Marshall Eamons              |
| Madelyn Cline          | Chloe                        |
| Victor McCay           | Aaron                        |
| David Joseph Craig     | Michael                      |
| Troye Sivan            | Gary                         |
| Emily Hinkler          | Lee                          |
| Devin Michael          | Anders                       |
| Matt Burke             | Simon                        |
| Lindsey Moser          | Tina                         |
| Jesse LaTourette       | Sarah                        |
| Britton Sear           | Cameron                      |
| David Ditmore          | Phillip                      |
| William Ngo            | Carl                         |
| Joel Edgerton          | Victor Sykes                 |
| Xavier Dolan           | Jon                          |
| Tim Ware               | Big Jim                      |
| Flea                   | Brandon                      |
| Randy Havens           | Lee's Dad                    |
| Joe Alwyn              | Henry                        |
| Matthew Eldridge       | Lead Singer                  |
| Naomi Nicole Smith     | Singer #2                    |
| Frank Hoyt Taylor      | Pastor Wilkes                |
| Cherry Jones           | Dr. Muldoon                  |
| Theodore Pellerin      | Xavier                       |
| Ron Clinton Smith      | Cameron's Father             |
| Jason Davis            | Reverend Neil                |
| Cindy Hogan            | Cameron's Mother             |
| Shaye McDonald         | Cameron's Younger Sister     |
| Blake Burgess          | Cameron's Older Brother      |
| Michael King           | Cameron's High School Friend |
| Lynne Ashe             | Cameron's Aunt               |
| Claire Allen           | Waitress                     |
| Andrea Sibley          | Sheriff                      |
| Christopher B. Forster | Jared's Boyfriend            |
| Josh Scherer           | Wayne                        |
| Drew Scheid            | Nick                         |
| Wesley Bailey          | Lance                        |
| Malerie Grady          | Mindy                        |
| Paige Henry            | Cheryl                       |
| Joy Jacobson           | Brandy Vidler                |
| Will Kindrachuk        | Christopher Vidler           |
| Kevin Linehan          | Eric Vidler                  |
| Jesse Malinowski       | Young Man in Diner           |
| Frank Roberts          | Old Man in Diner             |
| Brook Todd             | Jon's Brother                |

## Productie
In 2016 schreef Garrard Conley de memoires Boy Erased: A Memoir, waarin hij vertelde hoe hij door zijn familie onder druk werd gezet om deel te nemen aan een bekeringstherapie voor homoseksuelen. Acteur Joel Edgerton vormde het boek om tot een scenario en besloot het zelf te verfilmen met Lucas Hedges, Nicole Kidman en Russell Crowe als hoofdrolspelers. Op 8 juni 2017 werd bericht dat Netflix, Annapurna Pictures, Focus Features en Amazon Studios streden om de distributierechten. Op 21 juni 2017 raakte bekend dat Focus Features aan het langste eind had getrokken en het filmproject zou financieren. Voor de film werd besloten om de naam van het hoofdpersonage te veranderen in Jared Eamons.
In augustus 2017 werd de cast uitgebreid met onder meer Cherry Jones, Xavier Dolan, zanger en vlogger Troye Sivan en muzikant Flea. De opnames gingen op 8 september 2017 van start in Atlanta (Georgia).
Boy Erased ging op 1 september 2018 in première op het filmfestival van Telluride.

## Prijzen en nominaties
| Jaar | Prijs         | Categorie              | Genomineerde(n) | Uitslag     |
| ---- | ------------- | ---------------------- | --------------- | ----------- |
| 2019 | Golden Globes | Beste acteur (drama)   | Lucas Hedges    | Genomineerd |
| 2019 | Golden Globes | Beste originele nummer | "Revelation"    | Genomineerd |